# Zimógeno
Um zimógeno ou pró-enzima é um precursor enzimático inactivo. Um zimógeno requer uma alteração bioquímica (tal como uma alteração de conformação ou uma reacção de hidrólise que revele o seu sítio activo) para que se torne numa enzima activa. Essa mudança normalmente ocorre num lisossomo, local onde uma parte específica do precursor enzimático sofre clivagem de molde a ser activado.
Um grão ou granulo de zimógeno é o sacúolo produzido no interior da célula pelo complexo Golgiense com a finalidade de fundir-se com a membrana celular secretando certa substância. Costuma ser mais presente em células secretoras como as do pâncreas ou as salivares.

## Exemplos
Exemplos de zimógenos:
- Tripsinogênio
- Quimotripsinogênio
- Pepsinogênio
- A maioria das enzimas do sistema de coagulação
- Algumas das proteínas do sistema complemento
- Caspases